# Gerhard Paul (Kirchenmusiker)
P. Gerhard Paul C.Ss.R. (* 20. Mai 1936 in Kotzenau, Niederschlesien; † 1. Januar 1994 in Mörzheim in der Pfalz) war ein deutscher Redemptorist und Liedautor. Er gehörte seit 1957 den Redemptoristen an und schrieb zahlreiche Neue Geistliche Lieder.

## Werke (Auswahl)
- Alle Welt soll es erfahren
- Im Hause des Herrn hat der Gerechte Heimat